# تجمع وادي الواسطة (تريم)

تعديل مصدري - تعديل

تجمع وادي الواسطة هي إحدى قرى عزلة تريم بمديرية تريم التابعة لمحافظة حضرموت، بلغ تعداد سكانها 77 نسمة حسب تعداد اليمن لعام 2004.